# Dunnstown
Dunnstown és una concentració de població designada pel cens dels Estats Units a l'estat de Pennsilvània. Segons el cens del 2000 tenia 1.365 habitants.

## Demografia
Segons el cens del 2000, Dunnstown tenia 1.365 habitants, 565 habitatges, i 396 famílies. La densitat de població era de 627,4 habitants per quilòmetre quadrat.
Dels 565 habitatges en un 27,3% hi vivien nens de menys de 18 anys, en un 57,7% hi vivien parelles casades, en un 7,8% dones solteres, i en un 29,9% no eren unitats familiars. En el 25,1% dels habitatges hi vivien persones soles el 14% de les quals corresponia a persones de 65 anys o més que vivien soles. El nombre mitjà de persones vivint en cada habitatge era de 2,32 i el nombre mitjà de persones que vivien en cada família era de 2,74.
Per edats la població es repartia de la següent manera: un 19,7% tenia menys de 18 anys, un 7,9% entre 18 i 24, un 24,8% entre 25 i 44, un 25,7% de 45 a 60 i un 21,9% 65 anys o més.
L'edat mediana era de 44 anys. Per cada 100 dones de 18 o més anys hi havia 88 homes.
La renda mediana per habitatge era de 38.472 $ i la renda mediana per família de 46.250 $. Els homes tenien una renda mediana de 33.631 $ mentre que les dones 22.424 $. La renda per capita de la població era de 20.251 $. Entorn del 2,3% de les famílies i el 7,1% de la població estaven per davall del llindar de pobresa.

## Poblacions més properes
El següent diagrama mostra les poblacions més properes.